# Axis: Bold as Love
Axis: Bold as Love ist das zweite Studioalbum der Jimi Hendrix Experience, das in Großbritannien am 1. Dezember 1967 veröffentlicht wurde. In den USA erschien es im Januar 1968. Im Vergleich zum Debütalbum Are You Experienced ist der Sound experimenteller und die Kompositionen sind ausgefeilter.

## Aufnahme
Die Aufnahmen erfolgten im Mai, Juni und Oktober 1967 im Anschluss an die Veröffentlichung des Vorgängeralbums, da die Band vertraglich verpflichtet war, 1967 zwei Alben einzuspielen. In den USA wurde das Album etwas später herausgebracht, um den Verkauf des Debütalbums nicht zu behindern. Axis: Bold as Love erreichte schließlich Position 5 der UK-Charts und Position 3 in den US-Charts. In Deutschland, wo das Album ebenfalls Anfang des Jahres 1968 herauskam, erreichte es Platz 21.
Die einzige Single-Auskopplung war Up from the Skies, die in den USA und in Frankreich erschienen ist. Die Single erreichte in den US-Charts allerdings nur Position 82. Der Titel auf der B-Seite war One Rainy Wish, das auch auf dem Album vertreten ist.
Bekannte Titel des Albums sind Wait Until Tomorrow, Castles Made of Sand und Little Wing, die auf zahlreichen Kompilationen vertreten sind. Little Wing, auf dem Schlagzeuger Mitch Mitchell mit einem Glockenspiel zu hören ist, zählt zu den populärsten Kompositionen von Jimi Hendrix und wurde u. a. von Derek and the Dominos, Sting und Nigel Kennedy gecovert. If Six was Nine wurde für die Musik des Films Easy Rider verwendet.
Das Album enthält mit She’s So Fine den ersten Titel von Noel Redding, der auf einem Album der Jimi Hendrix Experience veröffentlicht wurde. Redding singt auch die Leadstimme. Bei einigen Songs spielte Redding auch einen achtsaitigen E-Bass.
Axis: Bold as Love erschien sowohl in Mono (Track 612 003) als auch in Stereo (Track 613 003).
2003 platzierte das Musikmagazin Rolling Stone das Album auf Rang 82 der 500 Greatest Albums of All Time.

## Albumtitel
Axis: Bold as Love lautet zunächst wörtlich übersetzt Achse: Wagemutig wie die Liebe. Mit Achse meint Hendrix die Erdachse, die aufgrund ihrer Präzession den Frühlingspunkt entlang des Himmelsäquators durch die Himmelssektoren wandern lässt. In der Astrologie ist der Übergang in einen neuen Himmelssektor mit dem Beginn eines neuen Zeitalters verbunden, das entsprechend dem Zyklus der Präzession jeweils etwa 2150 Jahre umfasst und bestimmte Merkmale aufweisen soll. Zurzeit geht nach dieser Auffassung das Fischezeitalter in das Wassermannzeitalter über. Eine ähnliche Bedeutung misst Hendrix diesem Phänomen bei und vergleicht die vermeintlich schicksalhafte Kraft der Erdachse mit der Macht der Liebe:

“Well like the axis of the earth, if it changes, well it changes the whole face of the earth, like every few thousand years. And it’s like love in a human being, if he really falls in love, it will change him. It might change his whole life so both of them can really go together.”

„Nun wie die Erdachse, wenn sie sich dreht, dann verändert sich das ganze Antlitz der Erde, wie alle paar Tausend Jahre. Und genau so verhält es sich mit der Liebe in einem Menschen, wenn er sich wirklich verliebt, dann wird es ihn verwandeln. Es könnte sein ganzes Leben verändern, damit sie beide wirklich zusammen kommen.“

## Titelliste
Alle Songs, außer wenn anders vermerkt, wurden von Jimi Hendrix komponiert und getextet.
1. EXP – 1:55
2. Up from the Skies – 2:55
3. Spanish Castle Magic – 3:00
4. Wait Until Tomorrow – 3:00
5. Ain’t No Telling – 1:46
6. Little Wing – 2:24
7. If Six Was Nine – 5:32
8. You’ve Got Me Floating – 2:45
9. Castles Made of Sand – 2:46
10. She’s So Fine (Redding) – 2:37
11. One Rainy Wish – 3:40
12. Little Miss Lover – 2:20
13. Bold as Love – 4:11